# Centro del Milenio de Gales

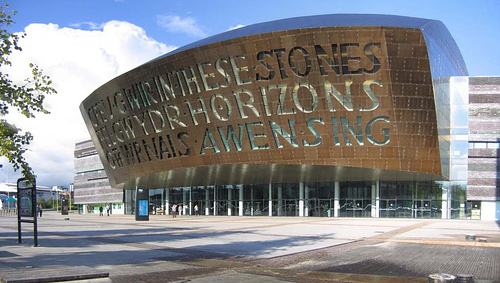
Acceso principal

El Centro del Milenio de Gales (inglés: Wales Millennium Centre, galés: Canolfan Mileniwm Cymru), conocido localmente con el sobrenombre de armadillo, es un centro de artes en la zona de Cardiff Bay en la ciudad galesa de Cardiff.

## Descripción
El edificio fue diseñado por Jonathan Adams.
El lugar ocupa un área de 19 000 m². La primera fase del conjunto fue inaugurada el fin de semana del 26 al 28 de noviembre de 2004 y la segunda el 22 de enero de 2009 con un concierto. En él se llevan a cabo funciones de ópera, ballet, danza, comedia y musicales.
El complejo consta de un gran teatro y dos pequeñas salas, tiendas, bares y restaurantes. El centro es la sede de la Welsh National Opera, de las compañías nacionales de danza, de teatro y de literatura y de la orquesta sinfónica. En total, el centro es la sede de ocho organizaciones. 
El teatro principal, Donald Gordon, tiene una capacidad de 1897 asientos; la sala BBC Hoddinott, de 350; y la Weston Studio, de 250.